# NGC 3344
NGC 3344 est une galaxie spirale barrée relativement rapprochée et située dans la constellation du Petit Lion. Elle a été découverte par l'astronome germano-britannique William Herschel en 1785.

## Caractéristiques
Sa vitesse par rapport au fond diffus cosmologique est de 892 ± 22 km/s, ce qui correspond à une distance de Hubble de 13,16 ± 0,98 Mpc (∼42,9 millions d'al).
À ce jour, huit mesures non basées sur le décalage vers le rouge (redshift) donnent une distance de 11,921 ± 6,182 Mpc (∼38,9 millions d'al), ce qui est à l'intérieur des valeurs de la distance de Hubble. Puisque cette galaxie est relativement rapprochée du Groupe local, il est probable que cette valeur soit plus près de la distance réelle de NGC 3344. Notons que c'est avec la valeur moyenne des mesures indépendantes, lorsqu'elles existent, que la base de données NASA/IPAC calcule le diamètre d'une galaxie.
La classe de luminosité de NGC 3344 est II-III et elle présente une large raie HI. Elle renferme également des régions d'hydrogène ionisé. La luminosité la galaxie NGC 3344 dans l'infrarouge lointain (de 40 à 400 µm)  est égale à 1,51 × 109 {\displaystyle L_{\odot }} (109,18{\displaystyle L_{\odot }}) et sa luminosité totale dans l'infrarouge (de 8 à 1 000 µm) est de 1,91 × 109 {\displaystyle L_{\odot }} (109,28{\displaystyle L_{\odot }}).
En raison d'une brillance de surface égale à 14,06 mag/am2, on peut qualifier NGC 3344 de galaxie à faible brillance de surface (LSB en anglais pour low surface brightness). Les galaxies LSB sont des galaxies diffuses (D) avec une brillance de surface inférieure de moins d'une magnitude à celle du ciel nocturne ambiant.

## Trou noir supermassif
Selon un article basé sur les mesures de luminosité de la bande K de l'infrarouge proche du bulbe de NGC 3344, on obtient une valeur de 107,2 {\displaystyle M_{\odot }} (1,6 million de masses solaires) pour le trou noir supermassif qui s'y trouve.

## Supernova
La supernova SN 2012fh a été découverte dans NGC 3344 le 18 octobre 2012 par Masaki Tsuboi. Cette supernova était de type Ic.

## Galerie

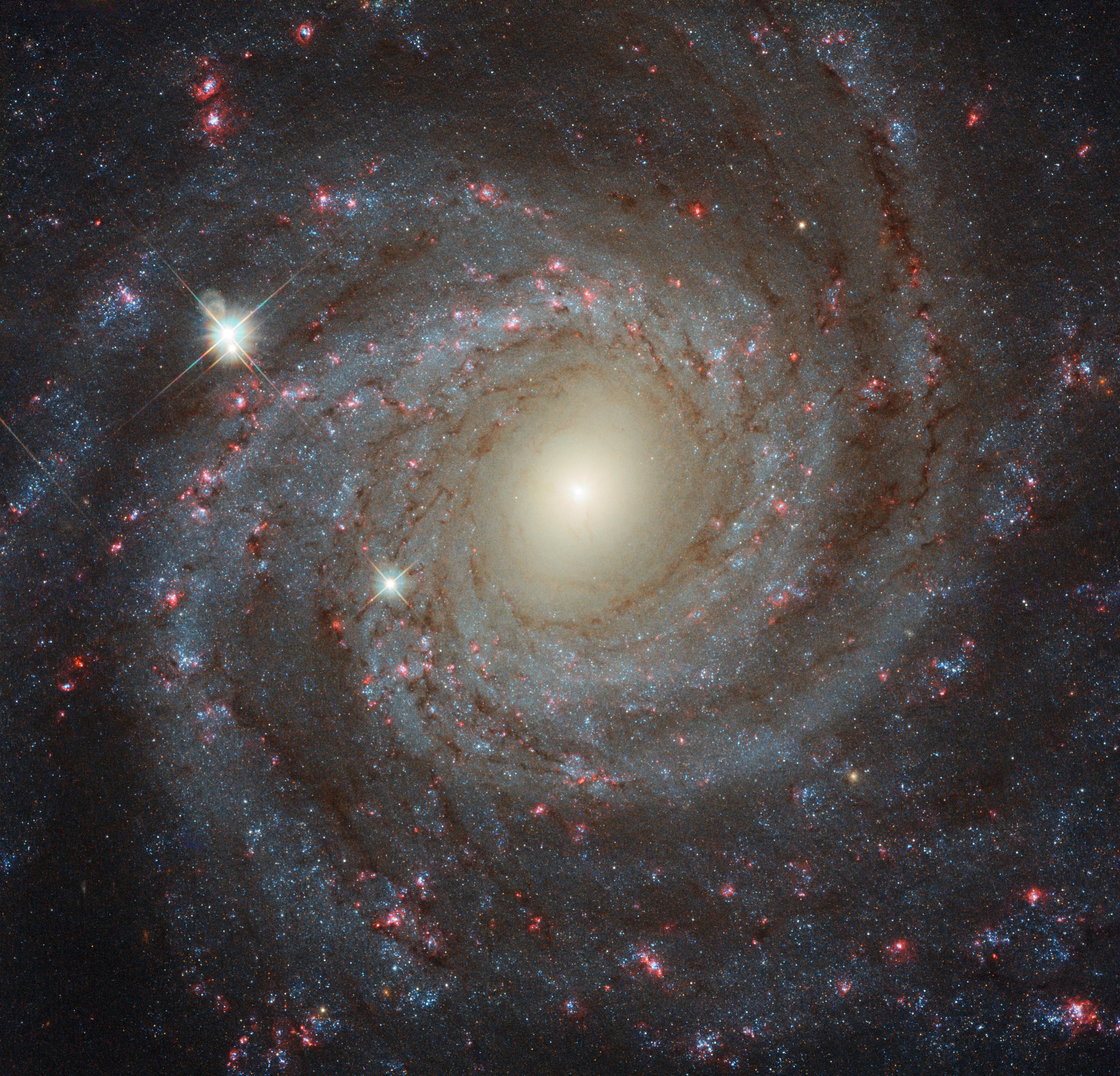
Cette image provenant du télescope spatial Hubble est une combinaison de photos prises en utilisant sept filtres différents, de l'ultraviolet jusqu'à l'infrarouge proche[9].
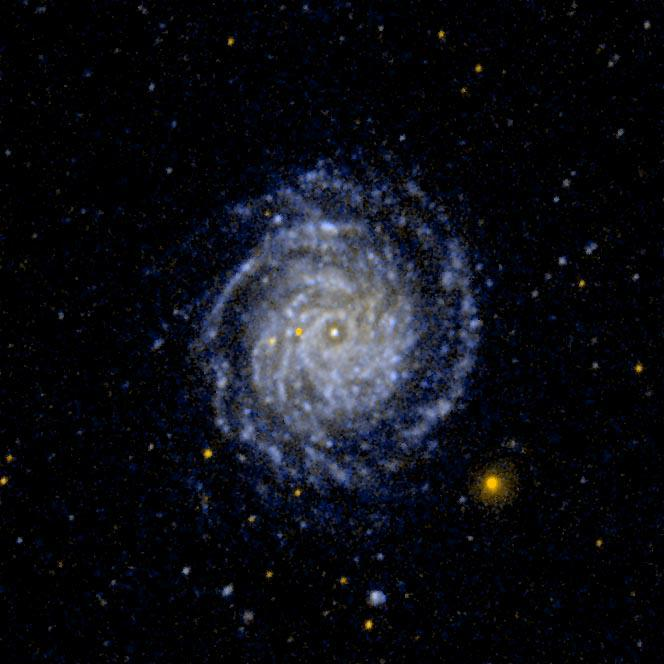
NGC 3344 dans le domaine de l'ultraviolet (GALEX).
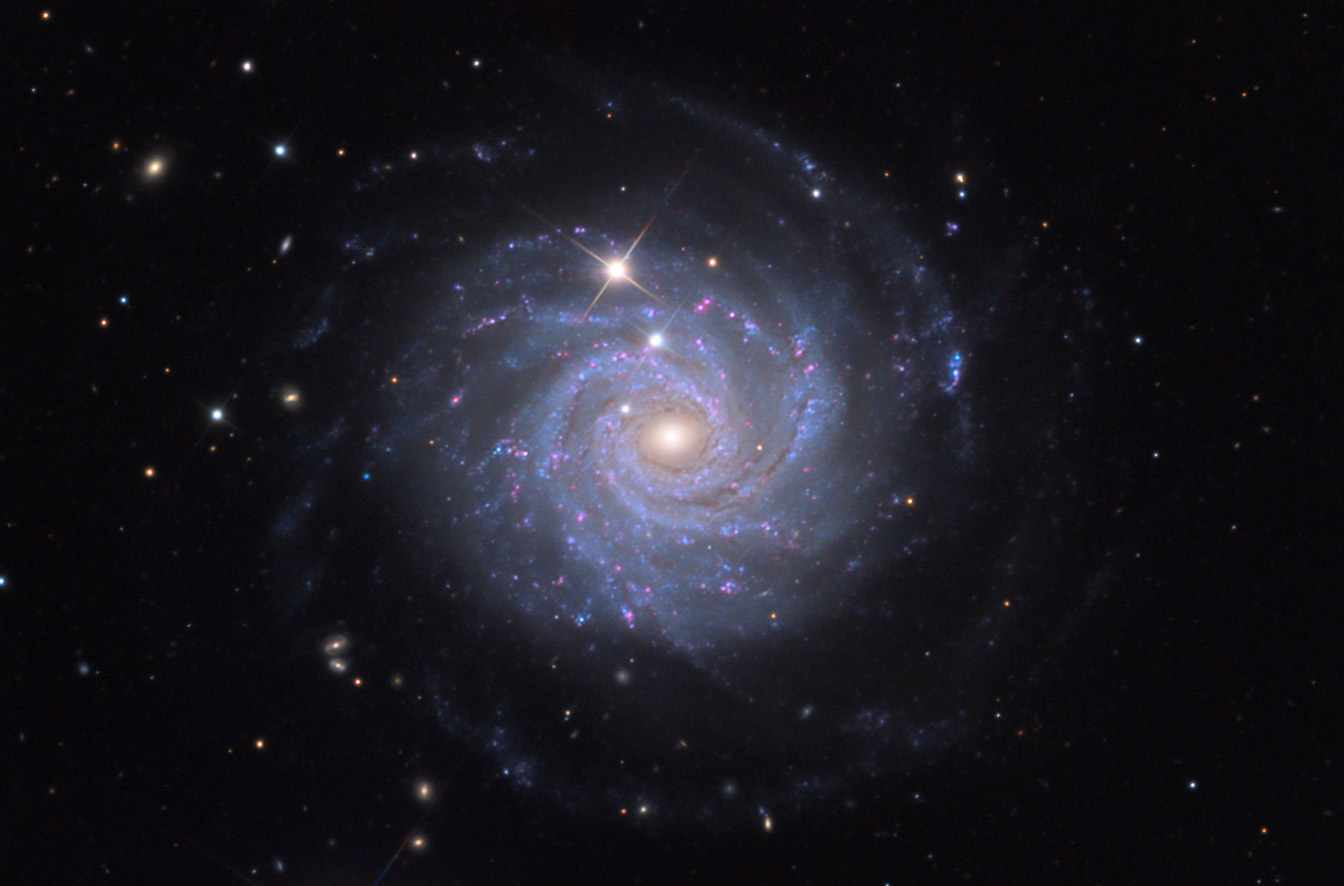
ngc 3344 en lumière visible (Adam Block (Observatoire du mont Lemmon/Université de l'Arizona).